# Одеська обласна рада депутатів трудящих ІІІ скликання
Одеська обласна рада депутатів трудящих третього скликання — представницький орган Одеської області 1950-1953 років.
Нижче наведено список депутатів Одеської обласної ради 3-го скликання, обраних 17 грудня 1950 року. Всього до Одеської обласної ради 3-го скликання було обрано 97 депутатів. 
| Прізвище, ім'я, по-батькові         | Виборчий округ                     | Посада                                                                                                  | Примітки |
| ----------------------------------- | ---------------------------------- | --- | -------- |
| Ананко Костянтин Павлович           | Маринівський № 58                  | завідувач Одеського обласного відділу культурно-освітніх установ                                        |          |
| Аніна-Радченко Ніна Денисівна       | Ворошиловський № 28 міста Одеси    | директор Одеського науково-дослідного санітарно-бактеріологічного інституту імені Мечникова             |          |
| Афанасьєва Катерина Павлівна        | Сталінський № 6 міста Одеси        | завідувач навчальної частини Одеської середньої жіночої школи № 49                                      |          |
| Бежан Іван Іванович                 | Новопавлівський № 48               | директор Біляївської МТС                                                                                |          |
| Блащук Пелагія Юхимівна             | Ворошиловський № 32 міста Одеси    | робітниця-сортувальниця Одеської тютюнової фабрики                                                      |          |
| Богданова Віра Іванівна             | Хащеватський № 51                  | інженер-технолог паровозоремонтного заводу Гайворонського району                                        |          |
| Бондаренко Степан Гаврилович        | Котовський № 69                    | бригадир рільничої бригади колгоспу «Шлях до комунізму» Котовського району                              |          |
| Бородкін Порфирій Григорович        | Ворошиловський № 30 міста Одеси    | військовий комісар Одеської області, генерал-майор                                                      |          |
| Бусько Микола Лукич                 | Ленінський № 22 міста Одеси        | слюсар-лекальник Одеського заводу імені Жовтневої революції                                             |          |
| Вінниченко Іван Федосійович         | Осипівський № 75                   | завідувач Одеського обласного фінансового відділу                                                       |          |
| Волковська Ольга Микитівна          | Ворошиловський № 31 міста Одеси    | вчителька Одеської середньої школи № 47, заслужена вчителька УРСР                                       |          |
| Гапчук Олександра Федорівна         | Ширяївський № 95                   | доярка колгоспу імені Будьонного Ширяївського району                                                    |          |
| Гнидін Василь Сергійович            | Котовський № 68                    | військовий, генерал-майор                                                                               |          |
| Григор'єв Матвій Панкратович        | Кагановичський № 17 міста Одеси    | голова колгоспу імені Карла Лібкнехта Кагановичського району міста Одеси                                |          |
| Гуреєв Микола Михайлович            | Свірнівський № 54                  | заступник голови виконкому Одеської обласної ради депутатів трудящих                                    |          |
| Данькевич Костянтин Федорович       | Ворошиловський № 29 міста Одеси    | директор Одеської державної консерваторії, композитор                                                   |          |
| Десятник Григорій Семенович         | Ленінський № 21 міста Одеси        | старший кочегар енергокомбінату міста Одеси                                                             |          |
| Діхтенко Поліна Петрівна            | Кагановичський № 18 міста Одеси    | заступник голови виконкому Одеської обласної ради депутатів трудящих                                    |          |
| Дровинський Василь Іванович         | Кодимський № 63                    | голова планової комісії виконкому Одеської обласної ради депутатів трудящих                             |          |
| Ємець Іван Іларіонович              | Первомайський міський № 83         | 1-й секретар Первомайського міськкому КП(б)У                                                            |          |
| Єпішев Олексій Олексійович          | Іллічівський № 13 міста Одеси      | 1-й секретар Одеського обласного комітету КП(б)У                                                        |          |
| Заболотна Зоя Мойсеївна             | Голованівський № 52                | ланкова колгоспу імені Ворошилова Голованівського району                                                |          |
| Іванченко Прокіп Леонтійович        | Ворошиловський № 33 міста Одеси    | ректор Одеського державного університету                                                                |          |
| Іващенко Олександр Никонович        | Іллічівський № 11 міста Одеси      | завідувач відділу партійних, профспілкових і комсомольських органів Одеського обласного комітету КП(б)У |          |
| Іващук Марія Іванівна               | Сталінський № 4 міста Одеси        | робітниця Одеської швейної фабрики імені Воровського                                                    |          |
| Ільїна Марія Ісаківна               | Миколаївський № 77                 | трактористка Благовіщенської МТС Миколаївського району                                                  |          |
| Їжак Артем Савович                  | Біляївський № 47                   | завідувач Одеського обласного відділу бавовництва                                                       |          |
| Камінський Віталій Антонович        | Первомайський міський № 82         | машиніст-інструктор депо станції Голта Одеської залізниці                                               |          |
| Канцур Віра Терентіївна             | Жовтневий № 79                     | трактористка Петровірівської МТС Жовтневого району                                                      |          |
| Караваєв Костянтин Семенович        | Ленінський № 23 міста Одеси        | голова виконкому Одеської обласної ради депутатів трудящих                                              |          |
| Кірсанов Павло Тимофійович          | Іллічівський № 9 міста Одеси       | голова Одеської обласної ради профспілок                                                                |          |
| Козлов Григорій Якимович            | Врадіївський № 47                  | начальник Одеського обласного управління сільського господарства                                        |          |
| Коляда Іван Митрофанович            | Липецький № 71                     | редактор Одеської обласної газети «Чорноморська комуна»                                                 |          |
| Костенко Сергій Григорович          | Воднотранспортний № 25 міста Одеси | секретар партійного бюро Одеського медичного інституту                                                  |          |
| Кравченко Євгенія Павлівна          | Цебриківський № 93                 | трактористка Катаржинської МТС Цебриківського району                                                    |          |
| Куркудим Федір Юхимович             | Велико-Плосківський № 42           | завідувач Одеського обласного відділу охорони здоров’я                                                  |          |
| Кушко Леонтій Семенович             | Овідіопольський № 78               | бригадир 2-ї тракторної бригади Овідіопольської МТС                                                     |          |
| Лавренюк Ликера Василівна           | Велико-Михайлівський № 41          | голова Новосавицької сільської ради Велико-Михайлівського району                                        |          |
| Лебін Дмитро Єфремович              | Іллічівський № 8 міста Одеси       | начальник Одеського обласного управління МДБ                                                            |          |
| Лисенко Федора Олексіївна           | Вільшанський № 74                  | колгоспниця колгоспу імені Сталіна Вільшанського району                                                 |          |
| Лікутін Олександр Миколайович       | Іллічівський № 12 міста Одеси      | директор Одеського заводу імені Січневого повстання                                                     |          |
| Лукава Ніна Амвросіївна             | Красноокнянський № 67              | свинарка колгоспу імені Чкалова Красноокнянського району                                                |          |
| Любінська Ольга Іванівна            | Любашівський № 72                  | ланкова колгоспу «П’ятирічка за чотири роки» Любашівського району                                       |          |
| Макаров Кирило Прохорович           | Кагановичський № 19 міста Одеси    | 2-й секретар Одеського обласного комітету КП(б)У                                                        |          |
| Мельник Яків Іванович               | Катеринівський № 85                | директор радгоспу імені 25 річчя Жовтня Первомайського району                                           |          |
| Мороз Надія Петрівна                | Комінтернівський № 66              | ланкова колгоспу імені Сталіна Комінтернівського району                                                 |          |
| Мосевнін Михайло Васильович         | Долинський № 59                    | голова виконкому Долинської районної ради депутатів трудящих                                            |          |
| Мусійко Олександр Самсонович        | Дальницький № 80                   | завідувач відділу селекції і насінництва Всесоюзного інституту селекції і генетики імені Лисенка        |          |
| Назаренко Кирило Спиридонович       | Нейківський № 40                   | завідувач державної сортової дільниці колгоспу імені Шевченка Березівського району                      |          |
| Неганов Олексій Арсентійович        | Троїцький № 89                     | прокурор Одеської області                                                                               |          |
| Нежевенко Григорій Семенович        | Іллічівський № 7 міста Одеси       | токар Одеського заводу радіально-свердлильних верстатів імені Леніна                                    |          |
| Нефедов Олексій Олександрович       | Кривоозерський № 61                | заступник голови виконкому Одеської обласної ради депутатів трудящих                                    |          |
| Никифоров Іван Миколайович          | Ясинівський № 73                   | секретар виконкому Одеської обласної ради депутатів трудящих                                            |          |
| Ніколаєнко Лука Данилович           | Грабівський № 65                   | уповноважений Міністерства заготівель СРСР по Одеській області                                          |          |
| Орлов Петро Панасович               | Мостівський № 76                   | голова виконкому Мостівської районної ради депутатів трудящих                                           |          |
| Пахомов Михайло Матвійович          | Сталінський № 3 міста Одеси        | заступник голови виконкому Одеської обласної ради депутатів трудящих                                    |          |
| Педьєв Володимир Овсійович          | Гайворонський № 49                 | секретар Одеського обласного комітету КП(б)У                                                            |          |
| Плахотников Григорій Якович         | Фрунзівський № 91                  | голова Одеського обласного суду                                                                         |          |
| Полудін Пантелеймон Митрофанович    | Гандрабурзький № 35                | 1-й секретар Ананьївського райкому КП(б)У                                                               |          |
| Посмітний Макар Онисимович          | Березівський № 39                  | голова колгоспу імені Будьонного Березівського району                                                   |          |
| Приходько Андрій Борисович          | Доманівський № 57                  | голова виконкому Доманівської районної ради депутатів трудящих                                          |          |
| Прожегурін Леонід Борисович         | Кагановичський № 16 міста Одеси    | завідувач Одеського обласного шляхового відділу                                                         |          |
| Пухов Микола Павлович               | Єланецький № 44                    | командувач військ Одеського військового округу, генерал-полковник                                       |          |
| Радецький Василь Дмитрович          | Білинський № 46                    | 1-й секретар Балтського районного комітету КП(б)У                                                       |          |
| Радченко Іван Омелянович            | Крижанівський № 81                 | завідувач районного відділу сільського господарства Одеського приміського району                        |          |
| Рибін Георгій Георгійович           | Сталінський № 5 міста Одеси        | редактор Одеської обласної газети «Большевистское знамя»                                                |          |
| Росич Карпо Іванович                | Будьоннівський № 88                | бригадир тракторної бригади Роздільнянської МТС                                                         |          |
| Савицький Антон Григорович          | Ємилівський № 53                   | бригадир тваринницької бригади колгоспу «Комунар» Голованівського району                                |          |
| Салтановський Юхим Тимофійович      | Коханівський № 90                  | голова виконкому Троїцької районної ради депутатів трудящих                                             |          |
| Самохін Іван Федорович              | Ульяновський № 56                  | головний лікар Ульяновської районної лікарні                                                            |          |
| Седляревич Павло Олексійович        | Кагановичський № 14 міста Одеси    | голова виконкому Кагановичської районної ради депутатів трудящих міста Одеси                            |          |
| Сєденко Сергій Володимирович        | Ананьївський № 34                  | завідувач Одеського обласного відділу комунального господарства                                         |          |
| Сидоренко Іван Федорович            | Іванівський № 60                   | завідувач Одеського обласного відділу торгівлі                                                          |          |
| Соколенко Василина Андріївна        | Тридубський № 62                   | трактористка Курячелозької МТС Кривоозерського району                                                   |          |
| Стаміков Федір Олексійович          | Роздільнянський № 87               | завідувач сільськогосподарського відділу Одеського обкому КП(б)У                                        |          |
| Степаненко Зінаїда Ісаківна         | Нестоїтський № 70                  | голова Одеського обласного комітету профспілки працівників МТС і земельних органів                      |          |
| Степаненко Олександр Данилович      | Сталінський № 1 міста Одеси        | голова виконкому Одеської міської ради депутатів трудящих                                               |          |
| Струтинський Денис Єремійович       | Немирівський № 45                  | голова сільської ради села Коритне Балтського району                                                    |          |
| Суббочев Іван Матвійович            | Ленінський № 24 міста Одеси        | директор Одеського заводу імені Жовтневої революції                                                     |          |
| Сущенко Леонід Григорович           | Кагановичський № 15 міста Одеси    | начальник управління Одеської залізниці                                                                 |          |
| Тарасов Авакум Лукич                | Слобідський № 64                   | голова виконкому Кодимської районної ради депутатів трудящих                                            |          |
| Фабрика Степан Петрович             | Андрієво-Іванівський № 36          | голова виконкому Андрієво-Іванівської районної ради депутатів трудящих                                  |          |
| Федоров Віль Олександрович          | Первомайський сільський № 84       | 1-й секретар Одеського обкому ЛКСМУ                                                                     |          |
| Фесенко Таїсія Іванівна             | Сталінський № 2 міста Одеси        | артистка Одеського українського театру імені Жовтневої революції                                        |          |
| Фіногенова Лідія Онисимівна         | Кагановичський № 20 міста Одеси    | вагоновод Одеського трамвайно-тролейбусного управління                                                  |          |
| Халіф Шимон Лейбович                | Воднотранспортний № 27 міста Одеси | розмічувальник Одеського суднобудівного заводу імені Андре Марті                                        |          |
| Хоменко Євген Улянович              | Савранський № 96                   | голова Одеської обласної промради                                                                       |          |
| Цибулевський Трохим Семенович       | Чорнянський № 94                   | голова виконкому Чорнянської районної ради депутатів трудящих                                           |          |
| Чазова Ольга Іллівна                | Велико-Троянівський № 55           | завідувач Одеського обласного відділу соціального забезпечення                                          |          |
| Чечельницька Єлизавета Савівна      | Могильнянський № 50                | ланкова колгоспу імені Молотова Хащеватської сільської ради Гайворонського району                       |          |
| Чубакова-Смук Марія Терентіївна     | Воднотранспортний № 26 міста Одеси | старша кранова 2-ї дільниці Одеського торговельного порту                                               |          |
| Шарапов Микола Іванович             | Сашеострівський № 92               | голова виконкому Фрунзівської районної ради депутатів трудящих                                          |          |
| Шатохіна Марія Василівна            | Василівський № 38                  | старший агроном державної сортодослідницької дільниці                                                   |          |
| Шинькович Марія Филимонівна         | Піщанський № 86                    | агроном Піщанської МТС                                                                                  |          |
| Шматько Павло Микитович             | Балтський № 43                     | начальник Одеського обласного відділу місцевої промисловості                                            |          |
| Яроменко Никифір Іванович           | Бакшанський № 97                   | комбайнер Бакшанської МТС Савранського району                                                           |          |
| Ястремська Олександра Костянтинівна | Іллічівський № 10 міста Одеси      | ткаля Одеської джутової фабрики                                                                         |          |